# Monaca (Pennsylvania)
Monaca è un comune degli Stati Uniti d'America, nella contea di Beaver, nello Stato della Pennsylvania.

## Popolazione
Nel 2000 la popolazione di Monaca era di 6.286 abitanti (con 2.709 case e 1.741 nuclei famigliari). I bianchi rappresentavano il 97,1% della popolazione, gli afroamericani l'1,9%, gli asiatici 0,2%, gli ispanici lo 0,6%.

## Storia
Il primo insediamento umano nel territorio dell'attuale Monaca risale al 1787, quando la zona venne ceduta al colonnello Ephraim Blaine, che aveva servito nell'esercito continentale al tempo della Rivoluzione americana; nel 1822 Stephen Phillips e John Graham acquisirono la proprietà del territorio e vi fondarono un cantiere navale.
Già nota con il nome di Phillipsburg (dal nome del vecchio proprietario), nel 1892 il centro assunse il nome di Monaca in onore del capo Oneida Monacatootha.